# Bádišáhova mešita
Bádišáhova mešita je sakrální muslimská stavba ve městě Láhaur, hlavním městě státu Pandžáb v Pákistánu. Postavená byla mughalským císařem Aurangzébem, mezi léty 1671-1673. Spolu s Tádž Mahálem je Bádišáhova mešita nejvýraznějším reprezentantem tzv. mughalské architektury. Po svém postavení byla největší mešitou na světě (v letech 1673-1986), dnes je druhou největší mešitou v Pákistánu a pátou na světě. Po pádu Mughalské říše byla Sikhskou říší (1799–1849) i britskou koloniální správou využívána jako kasárna. Protože toto užívání bývalé mešity budilo mezi muslimy nevoli, rozhodli se Britové roku 1851 k rekonstrukci mešity a obnově její sakrální funkce. Další úpravy začaly v roce 1939, podle návrhů architekta Nawab Alam Yar Jung Bahadura, dokončeny byly až v roce 1960, již v časech pákistánského státu. Nacionální význam místa je posílen tím, že blízko vchodu do mešity je pohřben národní básník a otec myšlenky nezávislé muslimské Indie Muhammad Iqbal.

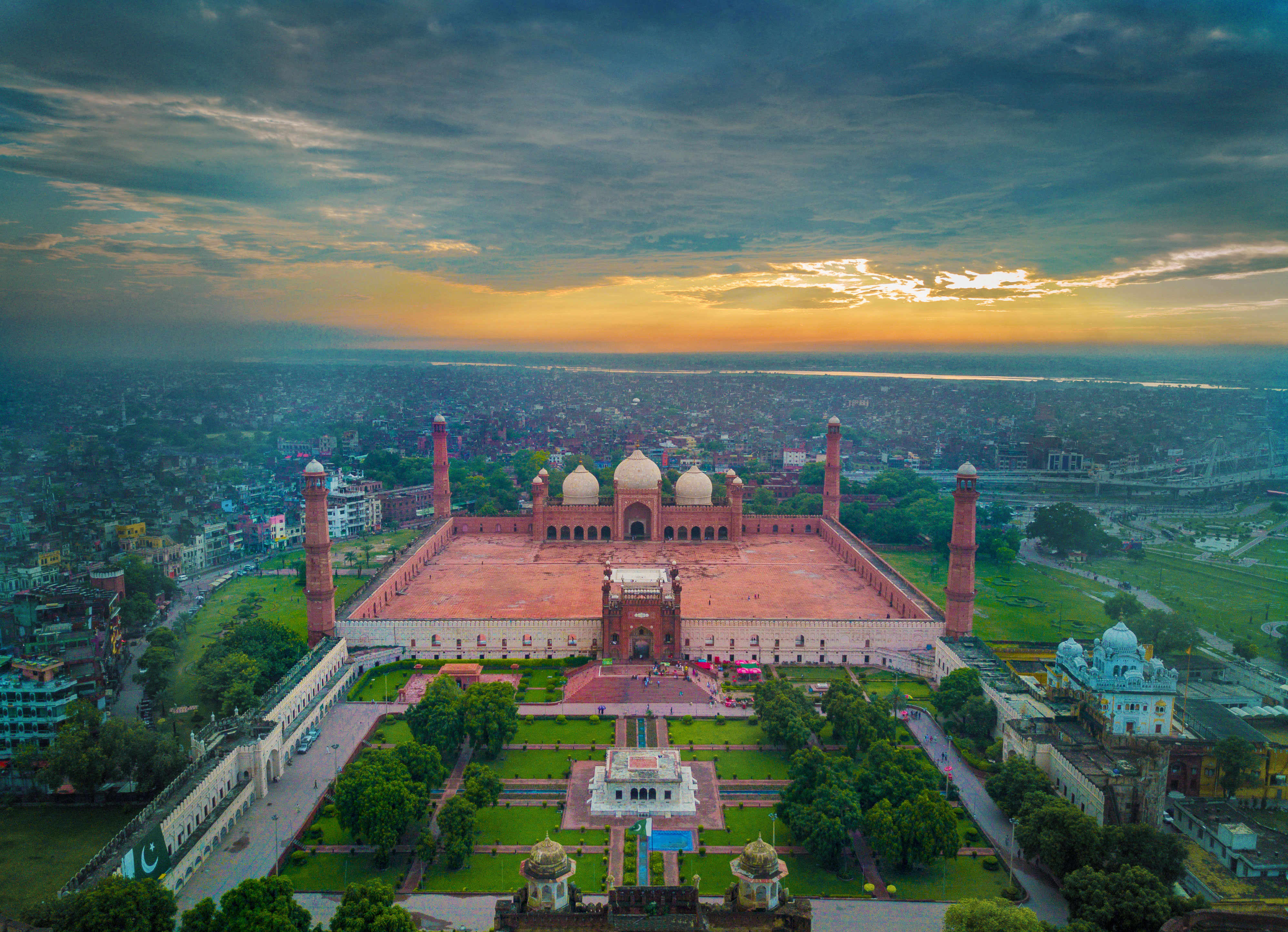
Letecký pohled